# Polyrhabdina cirratuli
Polyrhabdina cirratuli is een soort in de taxonomische indeling van de Myzozoa, een stam van microscopische parasitaire dieren. Het organisme komt uit het geslacht Polyrhabdina en behoort tot de familie Lecudinidae. Polyrhabdina cirratuli werd in 1971 ontdekt door Levine.